# Flotta
Die Insel Flotta (eigentlich Flottay; von Norn Fleuks (Flunder) „die flache Insel“) gehört zur Gruppe der Orkney und liegt etwa 30 km nordnordöstlich vor Schottland. 2011 lebten 80 Personen auf Flotta.
Innerhalb des Archipels liegt sie zwei Kilometer östlich der zweitgrößten Insel Hoy und acht Kilometer südlich der Hauptinsel Mainland am Südausgang der Bucht von Scapa Flow. Noch 1910 war die Insel landwirtschaftlich geprägt und hatte 431 Einwohner. Aufgrund ihrer Lage kam ihr in beiden Weltkriegen eine besondere strategische Bedeutung zu. Noch heute besitzt sie das einzige nennenswerte Wäldchen der Orkney, das im Zweiten Weltkrieg zur Tarnung der Militäranlagen angepflanzt wurde.

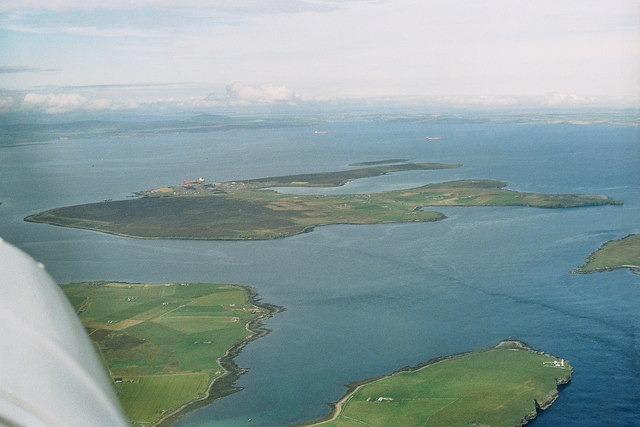
Luftbild

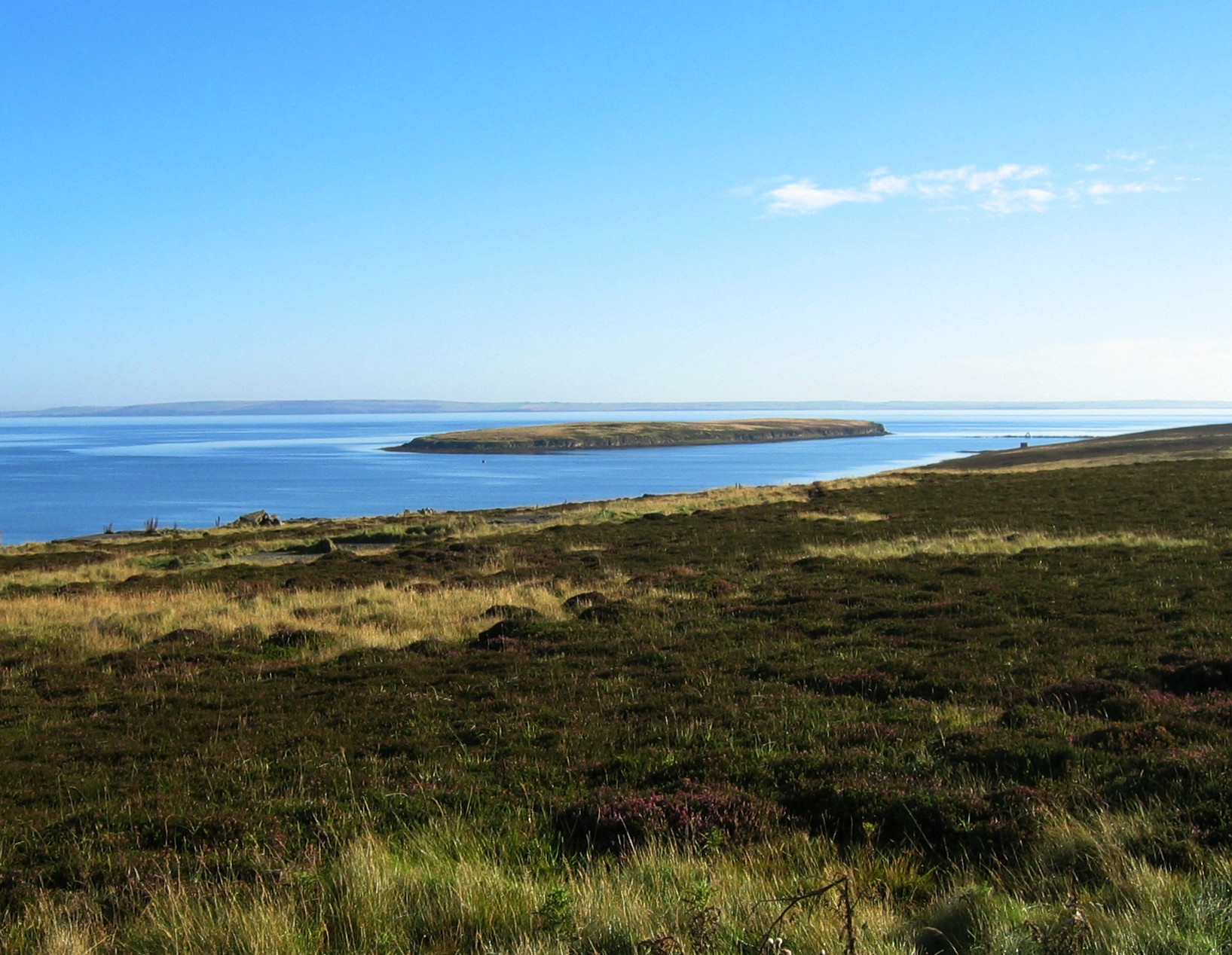
Calf of Flotta

Die nur wenige Quadratkilometer große bewohnte Insel besitzt ein bedeutendes Erdölterminal sowie einen kleinen Flugplatz. Regelmäßige Fährverbindungen bestehen nach Schottland sowie zu den Nachbarinseln. Aufgrund einer tief einschneidenden Bucht an der Ostküste hat sie in etwa eine „C“-Form bei ungefähren Ausmaßen von vier Kilometern in Ost-West- und 3,5 km in Nord-Süd-Richtung.
Der Flotta Stone (auch Flotta Cross) ein bei Lurdy gefundener Cross Slab, heute im National Museum of Antiquities of Scotland in Edinburgh ist fraglos das meistbeachtete Relikt aus der Vorzeit dieser Insel.